# Sybra jaguarita
Sybra jaguarita là một loài bọ cánh cứng trong họ Cerambycidae.